# Liste d'œuvres d'art public dans les Bouches-du-Rhône
Cet article vise à recenser les œuvres d'art dans l'espace public dans le département des Bouches-du-Rhône, en France.

## Liste
Les œuvres sont classées par ordre alphabétique de communes et, au sein de celles-ci, par ordre chronologique d'installation, dans la mesure des informations disponibles.

### Fontaines
| Œuvre                     | Auteur                 | Commune       | Localisation | Notes | Installation | Coordonnées    | Illustration    |
| ------------------------- | ---------------------- | ------------- | ------------ | ----- | ------------ | -------------- | --------------- |
| Fontaine de la République | Philippe Aillaud       | Charleval     | À déterminer |       | À déterminer | à géolocaliser | Image manquante |
| Fontaine de la Durance    | Claude-André Férigoule | Châteaurenard | À déterminer |       | À déterminer | à géolocaliser | Image manquante |
| Fontaine de la République | À déterminer           | Eygalières    | À déterminer |       | À déterminer | à géolocaliser | Image manquante |